# Чурилов, Андрей Андреевич
Андрей Андреевич Чурилов (14 апреля 1982, Новосибирск) — российский биатлонист, чемпион и призёр чемпионата России. Мастер спорта России.

## Биография
Представлял Новосибирскую область, «Центр биатлона» г. Новосибирска и спортивное общество «Динамо». Тренеры — В. С. Екимуков, А. Л. Иванов, А. Н. Сунгуров.
В 2009 году принимал участие в чемпионате мира по летнему биатлону в Оберхофе, занял 53-е место в спринте и 30-е — в гонке преследования. Побеждал на этапах Кубка IBU по летнему биатлону.
В зимнем биатлоне на уровне чемпионата России неоднократно становился победителем и призёром, в том числе чемпион страны 2005 года в командной гонке, 2009 и 2010 года — в гонке патрулей, серебряный призёр 2004 года в командной гонке и 2012 года в гонке патрулей. Призёр чемпионатов России по летнему биатлону, в том числе в 2008 году завоевал серебро в индивидуальной гонке.
Становился победителем этапов Кубка России в личных видах и в эстафете.
Завершил спортивную карьеру в 2013 году. После окончания карьеры работает тренером в «Центре биатлона» (Новосибирск).
Окончил Новосибирский государственный педагогический университет (2003).